# Merrivale Linea
La Merrivale Linea è una struttura geologica della superficie di Europa.